# Clifton (Cheshire)
Clifton – wieś w Anglii, w hrabstwie ceremonialnym Cheshire, w dystrykcie (unitary authority) Halton, w unparished area Runcorn. Leży 18 km od miasta Chester. W 1931 roku civil parish liczyła 178 mieszkańców. Clifton jest wspomniana w Domesday Book (1086) jako Clistune.